# 門登 (麻薩諸塞州)
門登（英語：Mendon）是一個位於美國麻薩諸塞州烏斯特縣的鎮。

## 人口
根據2020年美國人口普查的數據，門登的面積為47.30平方千米，當中陸地面積為46.90平方千米，而水域面積為0.40平方千米。當地共有人口6228人，而人口密度為每平方千米132人。